# وینچنزو دامیکو
وینچنزو دامیکو (انگلیسی: Vincenzo D'Amico؛ زادهٔ ۵ نوامبر ۱۹۵۴ -	درگذشته ۱ ژوئیهٔ ۲۰۲۳) بازیکن فوتبال اهل ایتالیا بود.
از باشگاه‌هایی که در آن بازی کرده است می‌توان به باشگاه فوتبال ترنانا، باشگاه ورزشی لاتزیو، و باشگاه فوتبال تورینو اشاره کرد.